# Confederación Sindical de trabajadores y trabajadoras de las Américas
La Confederación Sindical de trabajadores y trabajadoras de las Américas (CSA-TUCA) es la expresión de la Confederación Sindical Internacional (CSI) para el continente americano.

## Historia
La CSA se fundó el 27 de marzo de 2008, en la Ciudad de Panamá (Panamá), resultado de la unificación de la Confederación Interamericana de Trabajadores (CIT 1948-1951) y de la Central Latinoamericana de Trabajadores (CLAT). La organización afilia a 48 organizaciones nacionales de 21 países y representa a 55 millones de trabajadores y trabajadoras.

## Objetivos
- El pleno respeto y la promoción de los derechos humanos en general y en particular por los derechos sindicales y laborales de todas las personas, sin distinción alguna y con independencia de que sean nacionales, residentes o extranjeras, del campo o la ciudad, trabajadores y trabajadoras activos o pasivos, de la economía formal o informal, del sector privado o público, con contrato o sin contrato, provenientes de diferentes grupos etarios, hombres o mujeres, dependientes o autónomos;
- La igualdad y equidad de género y la plena participación de las mujeres en todos los niveles del movimiento sindical y en todas las instancias de la sociedad, para impulsar un desarrollo con igualdad de oportunidades para hombres y mujeres;
- El desarrollo sindical, para mejorar las condiciones de trabajo y elevar la calidad de vida de sus afiliados y afiliadas y dependientes. Para ello, será prioritario reducir la duración de la jornada laboral, compatibilizar el trabajo con la vida familiar, eliminar la precariedad y desprotección laboral de los trabajadores y trabajadoras, cualquiera que sea su ocupación, lugar y modalidad en que se realice;
- La solidaridad entre los trabajadores y trabajadoras y entre sus organizaciones desde el lugar de trabajo y la comunidad en que residen hasta el ámbito mundial;
- En forma coordinada con las organizaciones sindicales nacionales afiliadas y fraternales, programas que fortalezcan los procesos de unidad sindical;
- Los acuerdos y alianzas estratégicos con otros movimientos y actores sociopolíticos afines para construir el poder necesario para alcanzar la defensa y reivindicación de los trabajadores y trabajadoras y de la comunidad que hacen a la justicia social;
- La democracia política, social, laboral y económica basada en la soberanía popular y enriquecida por mecanismos e instancias de participación y diálogo social efectivos;
- El fortalecimiento del Estado Social de Derecho, como un pilar fundamental del desarrollo democrático y de la justicia social;
- La integración económica, social y cultural y solidaria de las naciones de la región, para un desarrollo equilibrado y sostenible, con una fuerte dimensión social y participativa que permita conjugar los recursos y esfuerzos para eliminar las graves asimetrías existentes e impulsar un desarrollo productivo con un valor agregado cada vez mayor y con resguardo medioambiental;
- La paz y la libre autodeterminación de los pueblos, y, por ende, contra cualquier forma de subyugación que impida la emancipación de todos los trabajadores y trabajadoras, sin distinción alguna.

## Liderazgo

### Secretaría General
2018: Rafael Freire Neto
2008: Víctor Báez Mosqueira

### Presidencia
2012: Hassan Yussuff
2008: Linda Chavez-Thompson